# Étienne Aubry
Pour les articles homonymes, voir Aubry.
Étienne Aubry, né le 10 janvier 1745 à Versailles et mort dans la même ville le 24 juillet 1781, est un peintre français.

## Biographie

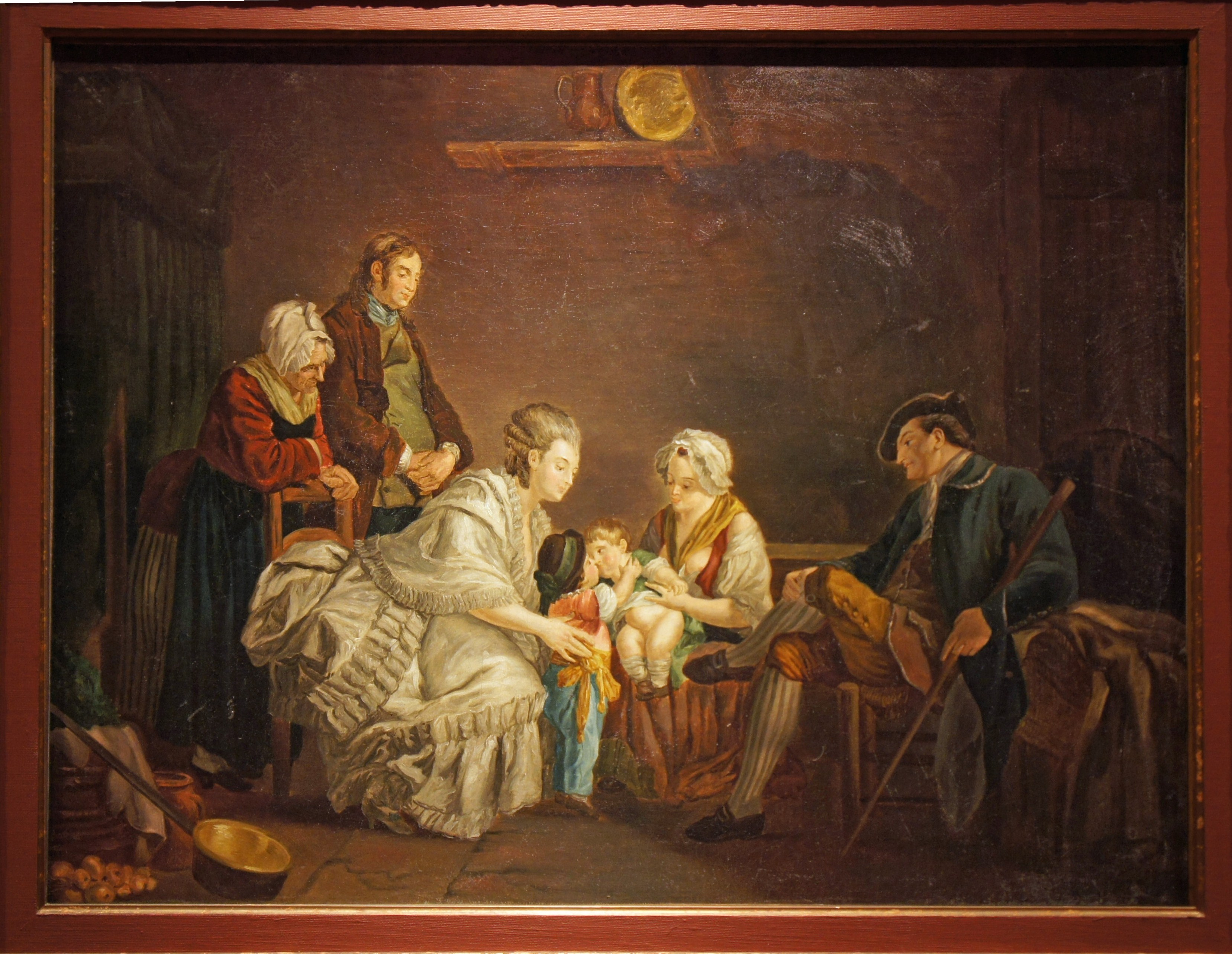
Visite à la nourrice, musée des beaux-arts et d'archéologie de Châlons-en-Champagne.

D’une famille peu aisée, Étienne Aubry montra tôt des dispositions pour le dessin. Il commença sa formation artistique avec Jacques Augustin de Silvestre, « maitre à dessiner des enfants de France », avant d’entrer dans l’atelier du peintre néoclassique Joseph-Marie Vien, futur directeur de l'Académie de France à Rome et Premier peintre du roi.
Dans les premières années de sa carrière, Aubry travailla presque exclusivement comme portraitiste, et c’est en tant que tel qu’il fut agréé à l’Académie royale en 1771. Il fit ses débuts au Salon de la même année, exposant quatre portraits. Il connait ses premiers succès dans ce genre, portraiturant certains de ses plus célèbres contemporains : Christoph Willibald Gluck, Étienne Jeaurat (vers 1771), Madame Victoire jouant de la harpe (1773), etc. Le 30 septembre 1775, il est reçu à l’Académie royale comme portraitiste avec les portraits de Noël Hallé et de Louis-Claude Vassé comme morceaux de réception. À partir de ce moment, voulant donner plus d’essor à son talent, il se mit à peindre, à la façon de Jean-Baptiste Greuze, dans le genre plus considéré dans la hiérarchie des genres, des scènes de genre pathétiques et morales, tirées de la vie domestique. En fait, après n’avoir exposé que des portraits aux Salons de 1771 et 1773, n’avoir présenté qu’un seul portrait, avec un certain nombre de scènes de genre, en 1775, comme l’Amour paternel, il n’exposa aucun portrait en 1777, où sa présentation du Mariage rompu au salon de 1777 eut un grand succès.

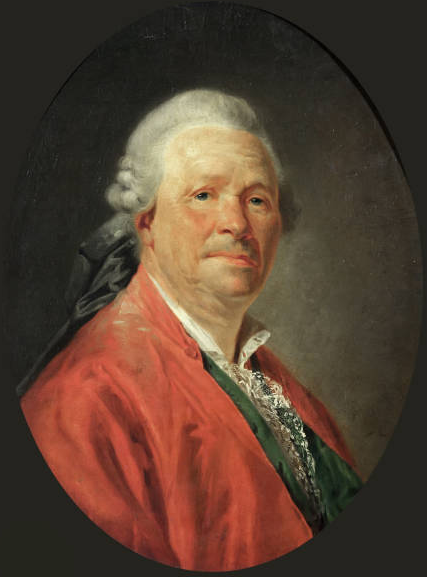
Portrait de Christoph Willibald Gluck peint en 1777

Bien décidé à devenir peintre du « grand genre » d’histoire, il se rendit, avec la protection du surintendant des bâtiments de France, comte d'Angiviller, son mécène le plus important, à Rome, à l’automne 1777, afin de se former à la peinture d’histoire. Ses images d’histoire ne rencontrèrent cependant pas le succès escompté, il peignit très peu et, en 1780, il retourna, malade de fièvres, en France où il mourut l’année suivante. Il avait néanmoins pu réaliser Les Adieux de Coriolan à sa femme (1781), sa dernière tentative dans la grande manière, exposé à titre posthume au Salon à l’automne 1781, qui remporta un grand succès. Selon Bachaumont, « l’on trouve une couleur vraie, une composition sage, un effet net, et surtout un excellent gout de l’antique ». Pour la Gazette des beaux-arts, il « fut certainement un des meilleurs, bien que son œuvre peu abondante ».
Aubry était très apprécié de ses contemporains. Diderot a écrit à son sujet : « M. Aubry marche à grands pas dans sa carrière ; ses portraits sont des garants des succès qu’il peut se promettre de jour en jour. M. Jeaurat est vivant ; et beaucoup d’autres ne lui cèdent point en force, en couleur et en ressemblance. C’est un agréé qui vaut plus d’un agréant. » Son œuvre a été gravé par Delaunay, Saint-Aubin, ou encore Le Vasseur. Frère cadet de Philippe-Charles Aubry, à qui l’on doit la première traduction française des Passions du jeune Werther, il avait épousé la fille de son collègue Louis-René Boquet, Marie-Madeleine Boquet, dont il eut un fils, Marie-Augustin, né à Paris vers 1774, entré dans l’atelier de Vincent à l’école de l’Académie de 2 avril 1788 et il était encore en 1791.

## Son œuvre

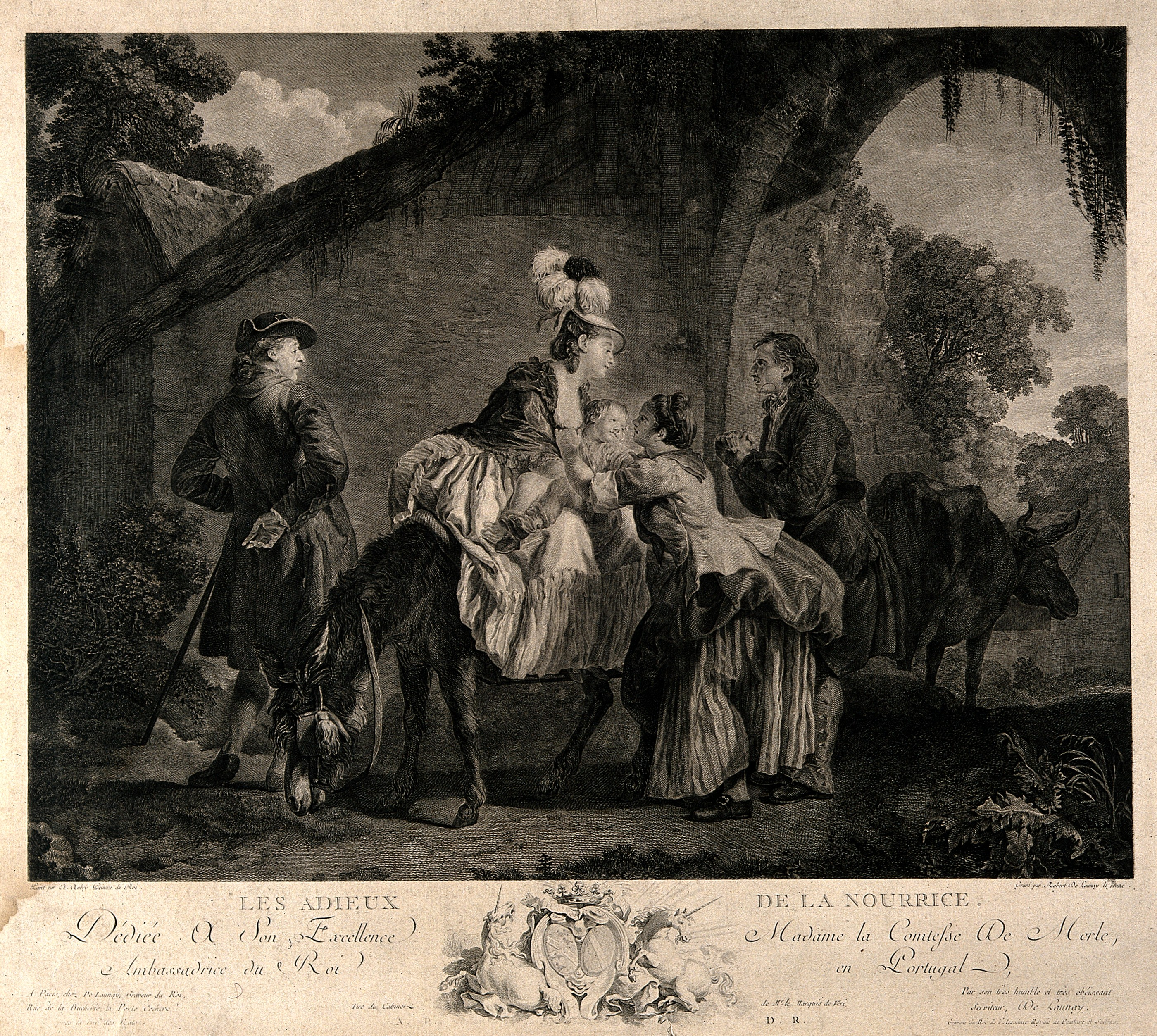
Les Adieux de la nourrice, gravure de Nicolas de Launay d'après Aubry.

Dans ses œuvres, Aubry s’est attaché à retranscrire des questions sur l’éducation, des débats virulents au XVIIIe siècle, comme confier son enfant à des nourrices (L’Adieu à la gouvernante, 1777), l’évolution de la vie de la femme, le rapport à la maternité, etc. Il va donc se servir de la scène de genre pour dénoncer ou répondre à ces questions.
Ses tableaux Les Adieux de Coriolan, au moment où il part pour se rendre chez les Volsques et Les Adieux d'un villageois et de sa femme au nourrisson que le père et la mère leur retirent figuraient dans la collection de son professeur Jacques Augustin de Silvestre.

## Œuvres dans les collections publiques
Aux États-Unis
- Détroit, Detroit Institute of Arts : La Bergère des Alpes, 1775.
- Williamstown, Clark Art Institute : L’Adieu à la gouvernante, 1777.

En France
- Sorbonne ;le Portrait en pied de Louis François Armand Vignerot du Plessis, duc de Richelieu, en habit de chevalier de l’ordre du Saint-Esprit par Etienne Aubry (1745-1781) ; Chancellerie de la Sorbonne;

- Châlons-en-Champagne, musée des beaux-arts et d'archéologie : Visite à la nourrice, huile sur toile.
- Cholet, musée d’art et d’histoire : Les Adieux de Coriolan à sa famille, au moment où il part pour se rendre chez les Volsques, Salon de 1781, huile sur toile.
- Paris, musée du Louvre :
  - Christoph Willibald Gluck, vers 1771, huile sur toile ;
- Le Verre de vin, huile sur toile.
- Versailles, musée national des châteaux de Versailles et de Trianon :
  - Portrait de Louis-Claude Vassé, 1771, huile sur toile, morceau de réception à l’Académie ;
  - Madame Victoire jouant de la harpe, 1773, huile sur toile ;
  - Portrait de Noël Hallé, 1775, huile sur toile, morceau de réception à l’Académie.

Au Royaume-Uni
- Birmingham, Barber Institute of Fine Arts : L’Amour paternel, 1775, huile sur toile.

## Œuvres gravées d’après Étienne Aubry
- Les Adieux de la nourrice, Nicolas de Launay.
- Première leçon d’amitié fraternelle, Nicolas de Launay.
- Les Adieux de la nourrice, Robert de Launay.
- Le Mariage rompu, Robert de Launay.
- La Reconnaissance de Fonrose, Robert de Launay.
- Les Amants curieux, Jean-Charles Le Vasseur.
- L’Amour paternel, Jean-Charles Le Vasseur.
- La Bergère des Alpes, Jean-Jacques Veau.
- La Correction maternelle, Joseph de Longueil.
- L’Occupation du ménage, Maurice Blot.
- La Bonté maternelle, Morris Blot.
- L’Abus de la crédulité, Nicolas de Launay.

## Sources
- Louis Petit de Bachaumont, Mémoires secrets pour servir à l’histoire de la république des lettres en France, depuis mdcclxii jusqu’à nos jours, t. 18, Londres, John Adamson, 1782, 344 p., p. 59-60.
- Louis-Gabriel Michaud, Biographie universelle ancienne et moderne, t. 1, Bruxelles, H. Ode, 1847, p. 370.
- Adolphe Siret, Dictionnaire historique et raisonné des peintres de toutes les écoles depuis l'origine de la peinture jusqu'à nos jours, t. 1, Bruxelles, Les Principaux Libraires, 1883, 2 vol., xviii-570 p. ill., pl., portraits, fac-simil. ; gr. in-8°, p. 42.